# La Mer (chanson de Tryo)
Cet article concerne la chanson de Tryo. Pour la chanson de Charles Trenet, voir La Mer.
Pour les articles homonymes, voir La Mer.
La Mer est une chanson du groupe Tryo. Il s'agit du huitième morceau de l'opus Faut qu'ils s'activent de Tryo. Un jeu sur deux mots homonymes est utilisé : la mer (océan) et la mère (maternelle). Guizmo chante les couplets de cette chanson, souvent accompagné de Manu Eveno et Christophe Mali. Manu Eveno fait aussi des effets avec sa guitare évoquant les sentiments d'une mère. L'udu de Daniel Bravo permet aussi d'évoquer la mer (cette fois, dans le sens homophone d'étendue d'eau).
Instrumentsdeux guitares, guitare jazz, percussions (Udu)
Auteur/CompositeurGuizmo